# Barbitistes ocskayi
Barbitistes ocskayi är en insektsart som beskrevs av Toussaint de Charpentier 1850. Barbitistes ocskayi ingår i släktet Barbitistes och familjen vårtbitare. Inga underarter finns listade i Catalogue of Life.